# Liste des édifices labellisés « Architecture contemporaine remarquable » de la Côte-d'Or
Cet article recense les édifices labellisés « Architecture contemporaine remarquable » de la Côte-d'Or, en France.
Le label « Architecture contemporaine remarquable » remplace depuis 2016 l'ancien label « Patrimoine du XXe siècle ». Il ne prend en compte que des édifices de moins de 100 ans à la date de labellisation, et qui ne sont pas protégés comme monuments historiques.
Au début 2024, la Côte-d'Or compte 12 édifices ainsi labellisés.

## Liste
| Monument                                                                       | Commune              | Adresse                                                                                                  | Coordonnées                      | Notice     | Date | Illustration                           |
| ------------------------------------------------------------------------------ | -------------------- | --- | -------------------------------- | ---------- | ---- | -------------------------------------- |
| Auditorium Robert-Poujade                                                      | Dijon                | Place Jean-Bouhey                                                                                        | 47° 19′ 42″ nord, 5° 03′ 09″ est | ACR0001723 | 2022 | Auditorium Robert-Poujade              |
| Groupe scolaire de la Maladière                                                | Dijon                | 6-8 rue de la Fontaine                                                                                   | 47° 19′ 50″ nord, 5° 01′ 39″ est | ACR0000192 | 2015 | Groupe scolaire de la Maladière        |
| Lotissement-jardin Henri-Laurain                                               | Dijon                | 22-56 et 29-61 rue du Morey-Saint-Denis 16-73 et 18-60 rue du Nuits-Saint-Georges 16-30 rue de Trémolois | 47° 18′ 18″ nord, 5° 01′ 04″ est | ACR0000194 | 2015 | Image manquante Téléverser             |
| Médiathèque Jean-François-Champollion                                          | Dijon                | 14 rue Camille-Claudel                                                                                   | 47° 19′ 45″ nord, 5° 04′ 11″ est | ACR0001724 | 2022 | Image manquante Téléverser             |
| Palais des sports Jean-Michel-Geoffroy                                         | Dijon                | 17 rue Léon-Mauris                                                                                       | 47° 19′ 57″ nord, 5° 03′ 21″ est | ACR0000193 | 2015 | Palais des sports Jean-Michel-Geoffroy |
| Piscine de la Fontaine-d'Ouche                                                 | Dijon                | Allée de Ribauvillé                                                                                      | 47° 19′ 25″ nord, 5° 00′ 04″ est | ACR0001695 | 2022 | Image manquante Téléverser             |
| Résidence de Talant                                                            | Dijon                | 27-29 et 31 rue de Talant                                                                                | 47° 19′ 40″ nord, 5° 01′ 33″ est | ACR0001819 | 2023 | Image manquante Téléverser             |
| Salle Consortium                                                               | Dijon                | 37 rue de Longvic                                                                                        | 47° 18′ 49″ nord, 5° 02′ 46″ est | ACR0001791 | 2023 | Image manquante Téléverser             |
| Salle d'escalade Cime Altitude 245                                             | Dijon                | 14 rue Marius-Chanteur                                                                                   | 47° 20′ 16″ nord, 5° 03′ 53″ est | ACR0001696 | 2022 | Image manquante Téléverser             |
| Salle Eugène-Vadot                                                             | Plombières-lès-Dijon | Rue du Château-d'Eau                                                                                     | 47° 20′ 19″ nord, 4° 58′ 15″ est | ACR0001790 | 2023 | Image manquante Téléverser             |
| Centre social et culturel Léo-Lagrange (Ancienne maison des jeunes Mille-Club) | Quetigny             | | 47° 18′ 45″ nord, 5° 06′ 46″ est | ACR0000195 | 2015 | Image manquante Téléverser             |
| Salle Marcel-Daisey (Ancien Mille-Club)                                        | Saint-Apollinaire    | | 47° 19′ 56″ nord, 5° 04′ 42″ est | ACR0000196 | 2015 | Image manquante Téléverser             |